# Таймырский пролив
Таймы́рский пролив — узкий и неглубокий пролив на востоке Карского моря между островом Таймыр и одноимённым материковым полуостровом в Красноярском крае России. Соединяет пролив Паландер c Таймырским заливом.
Пролив назван в 1878 году экспедицией А. Э. Норденшельда.
Протяжённость свыше 30 км. Средняя ширина — около 3 км.